# Vista Gaúcha
Vista Gaúcha is een gemeente in de Braziliaanse deelstaat Rio Grande do Sul. De gemeente telt 2.804 inwoners (schatting 2009).